# Garbe, Lahmeyer & Co.
Garbe, Lahmeyer & Co. (vor 1938 auch: DEW – Deutsche Elektrizitäts-Werke zu Aachen) ist ein ehemaliges Elektrotechnik-Unternehmen mit Sitz in Aachen.

## Geschichte

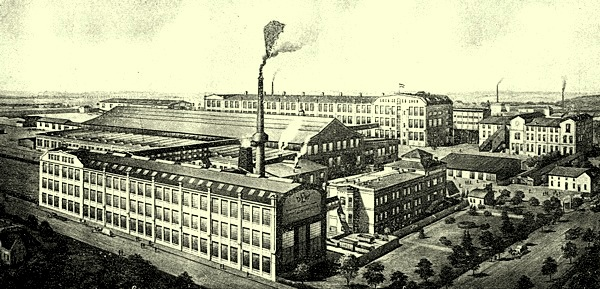
Garbe, Lahmeyer um 1925

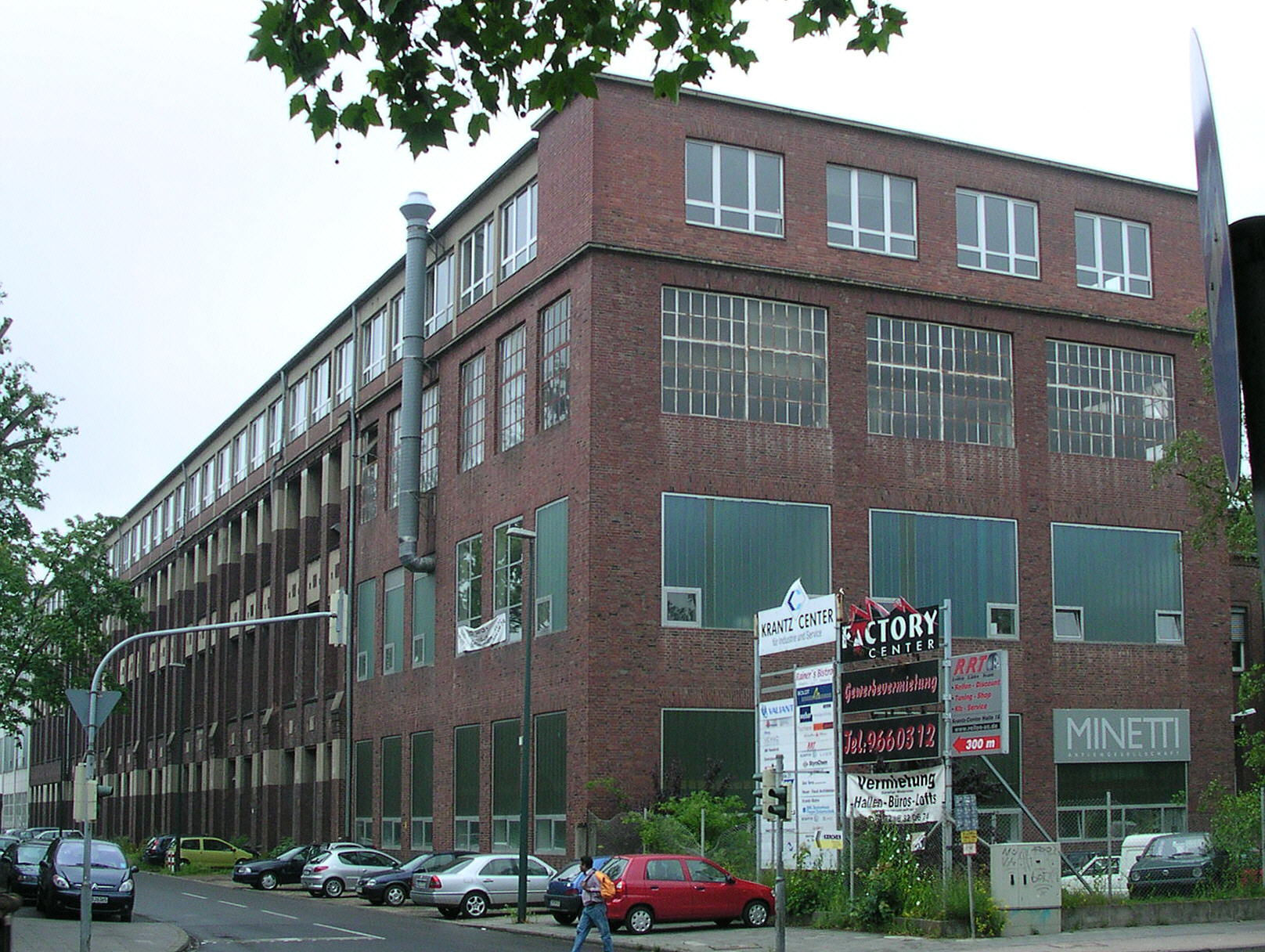
Werkstattbau, Süd entlang der Krantzstraße (2006)

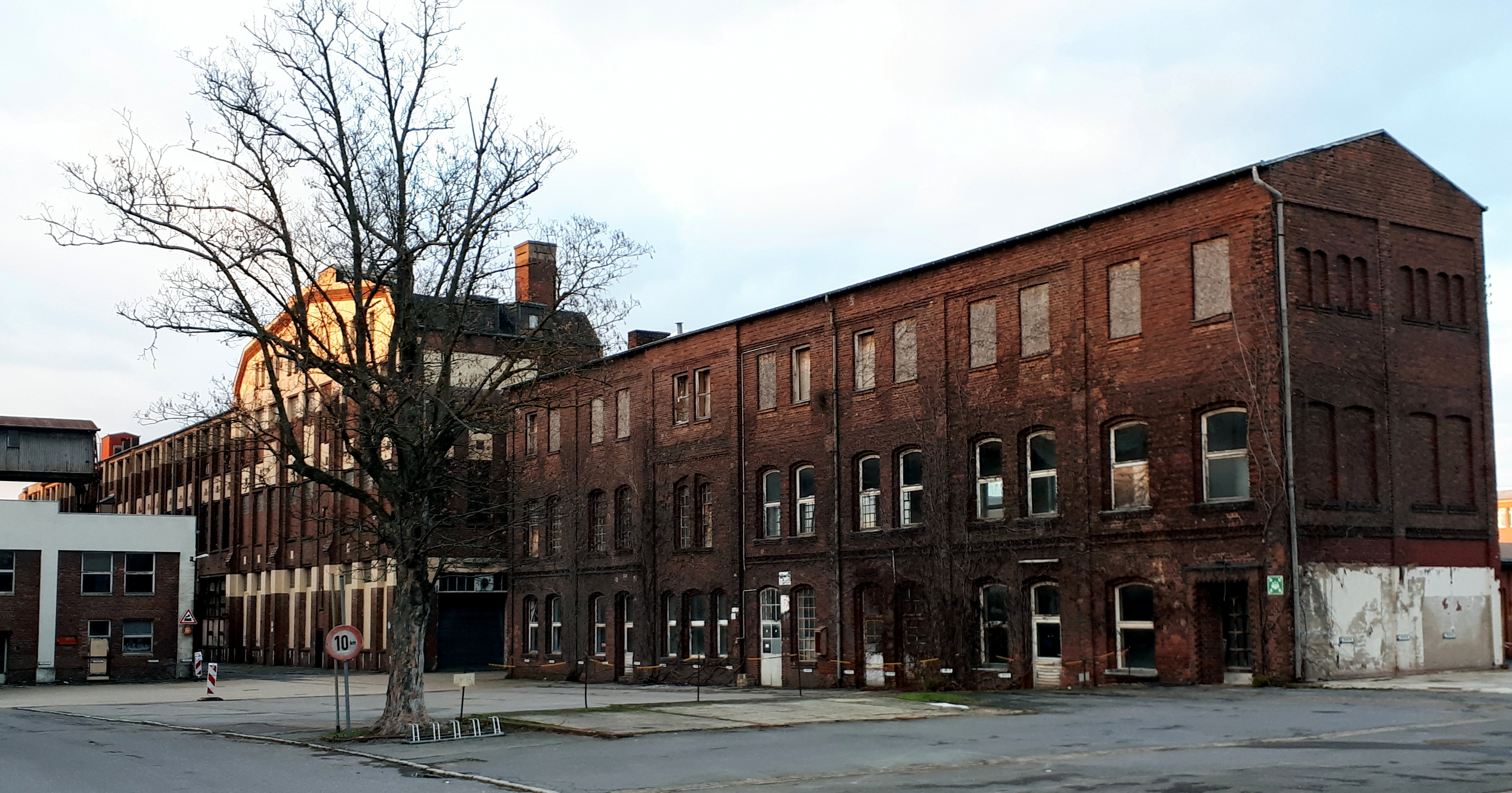
Werkstattbau, Nord mit Efeuhaus im Vordergrund (2019)

Das Unternehmen wurde 1886 unter technischer Führung des Ingenieurs Wilhelm Lahmeyer und dem Kaufmann Heinrich Garbe am Pontdriesch in Aachen als Deutsche Elektrizitäts-Werke zu Aachen, Garbe, Lahmeyer & Co. gegründet. Zwei Jahre später traten als weitere Kommanditisten die Aachener Industriellen Carl Gustav Talbot, Jean Louis Piedbœuf, Gottfried Pastor und Carl Eduard Springsfeld in das Unternehmen ein. Bereits 1890 verließ Wilhelm Lahmeyer das Unternehmen und gründete in Frankfurt am Main die Wilhelm Lahmeyer & Co. KG, seit 1893 Elektrizitäts-AG vormals W. Lahmeyer & Co. Sein Name blieb aber dem Aachener Unternehmen über sein Ausscheiden hinaus erhalten, das ab 1899 in eine Aktiengesellschaft umgewandelt wurde.
Nachdem um die Jahrhundertwende Großbetriebe wie beispielsweise Siemens und AEG den Markt beherrschten, musste auch Garbe, Lahmeyer sich strukturell weiterentwickeln. Dazu erwarb das Unternehmen im Industrieviertel Aachen-Nord verfügbare Flächen an der Jülicherstraße in unmittelbarer Nähe zur Waggonfabrik Talbot und zu dem Bahnhof Aachen Nord, wo die Geschäftsführung neue Montagehallen mit Schmiede und Schreinerei sowie Verwaltungs- und Sozialgebäude nach Plänen des Architekten Flocke errichten ließ, die um 1910 um die Werkstattbauten Nord und Süd nach Plänen von Heinrich Salzmann und Curt Ganzlin ergänzt wurden. Nach der Umfirmierung im Jahr 1938 zu Garbe, Lahmeyer & Co. AG ließ die Firma die Montagehallen für die immer größer werdenden Transformatoren maßgeblich erweitern, die wegen der kriegsbedingten Notwendigkeit in die Dringlichkeitsstufe 1 der Organisation Todt aufgenommen wurden.
Im Zweiten Weltkrieg musste die Produktion schrittweise nach Düsseldorf-Benrath ausgelagert werden, während das Aachener Werk durch Bombenangriffe in Mitleidenschaft gezogen wurde. Nach dem Krieg kehrte das Unternehmen zu seinem Hauptsitz in Aachen zurück und es erfolgte der Wiederaufbau, dem bereits 1950 und 1960 notwendige Erweiterungen und Aufstockungen folgten. 1973 wurde Garbe, Lahmeyer von CGEE Alsthom übernommen, nachdem es wegen eines Lieferverzuges bei Silicium-Metallen in finanzielle Schwierigkeiten geraten war.
Anfang der 1990er-Jahre wurden alle operativen Bereiche (Hydraulik, Antriebstechnik, Stromrichtertechnik, Hausgeräte/Staubsauger) in eigenständige Gesellschaften ausgelagert und größtenteils verkauft und um 1993 die Produktion des Mutterbetriebs eingestellt. Lediglich die 1958 gegründete Abteilung Hydraulik, die ab 1993 unter GL Hydraulik GmbH firmiert und ihren Firmensitz zur Debyestraße 163 im Eilendorfer Gewerbegebiet verlegte, ist noch existent. Die in Hamburg ansässige formale Rechtsnachfolgerin als Aktiengesellschaft, die Beteiligungsgesellschaft GL AG, existierte noch bis 2015 und wurde schließlich aufgelöst.
Teile der Aachener Gebäude wurden ab 1993 entweder vermietet oder verkauft, darunter an Talbot für die Produktion ihres StreetScooters. Durch die RWTH Aachen und den bundesweiten „Schlaun-Wettbewerb“ für Studierende und Berufseinsteiger aus den Bereichen Architektur, Bauingenieurswesen sowie Städtebau und Landschaftsplanung unter dem Motto „Aachen Nord 2030“ wurden mittlerweile unter anderem Pläne zur Umnutzung des Gesamtkomplexes entworfen, die bisher jedoch weder entschieden noch umgesetzt worden sind.

## Produkte
Das erste Produkt von Garbe-Lahmeyer war ein von Lahmeyer neu entwickelter Typ von selbstregelnden Bogenlampen. Kurze Zeit später kam ein neuer Typ eines Elektromotors (siehe Bild) hinzu, der sich rasch am Markt als Standard durchsetzen konnte. Im Lauf der Jahre wurde das Portfolio stetig erweitert und es wurden die verschiedensten elektrischen Geräte und Maschinen hergestellt: Elektromotoren aller Art, Dynamomaschinen (Generatoren), Lichtmaschinen und Anlasser für Automotoren, Stromrichtermaschinen, Umrichter, Schweißstromquellen, bis hin zu Hydrauliksystemen und elektrischen Hausgeräten.
Vor dem Ersten Weltkrieg wurden vor allem Drehstrommotoren, zahllose Gleichstrommaschinen für Schiffe und U-Boote und immer größere Generatoren und Transformatoren produziert, wobei die erste in Deutschland gefertigte Hauptantriebsmaschine eines U-Bootes bei Garbe, Lahmeyer & Co in Aachen entwickelt wurde. Einer dieser U-Bootmotoren gehört heute zu den Sammlungen des Deutschen Museums in München. Im Jahr 1925 fuhr die erste Abraumlokomotive im Rheinischen Braunkohlenrevier mit einem „Garbe-Lahmeyer-Krupp“ Motor und nach 1933 wurden Werkzeugmaschinenantriebe und Motoren zur Ausstattung der Hydrierwerke gebaut.

„Lahmeyer-Type“ Gleichstrom-Außenpolmaschine (1886)
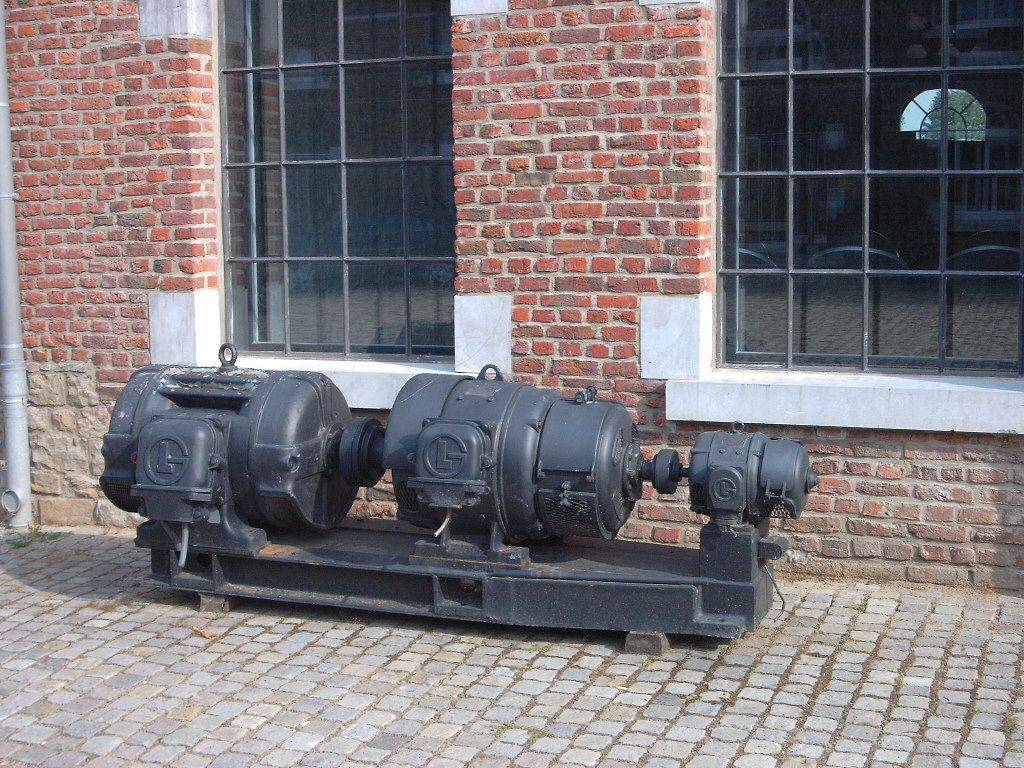
Umformer von Garbe-Lahmeyer mit dem alten GL-Logo
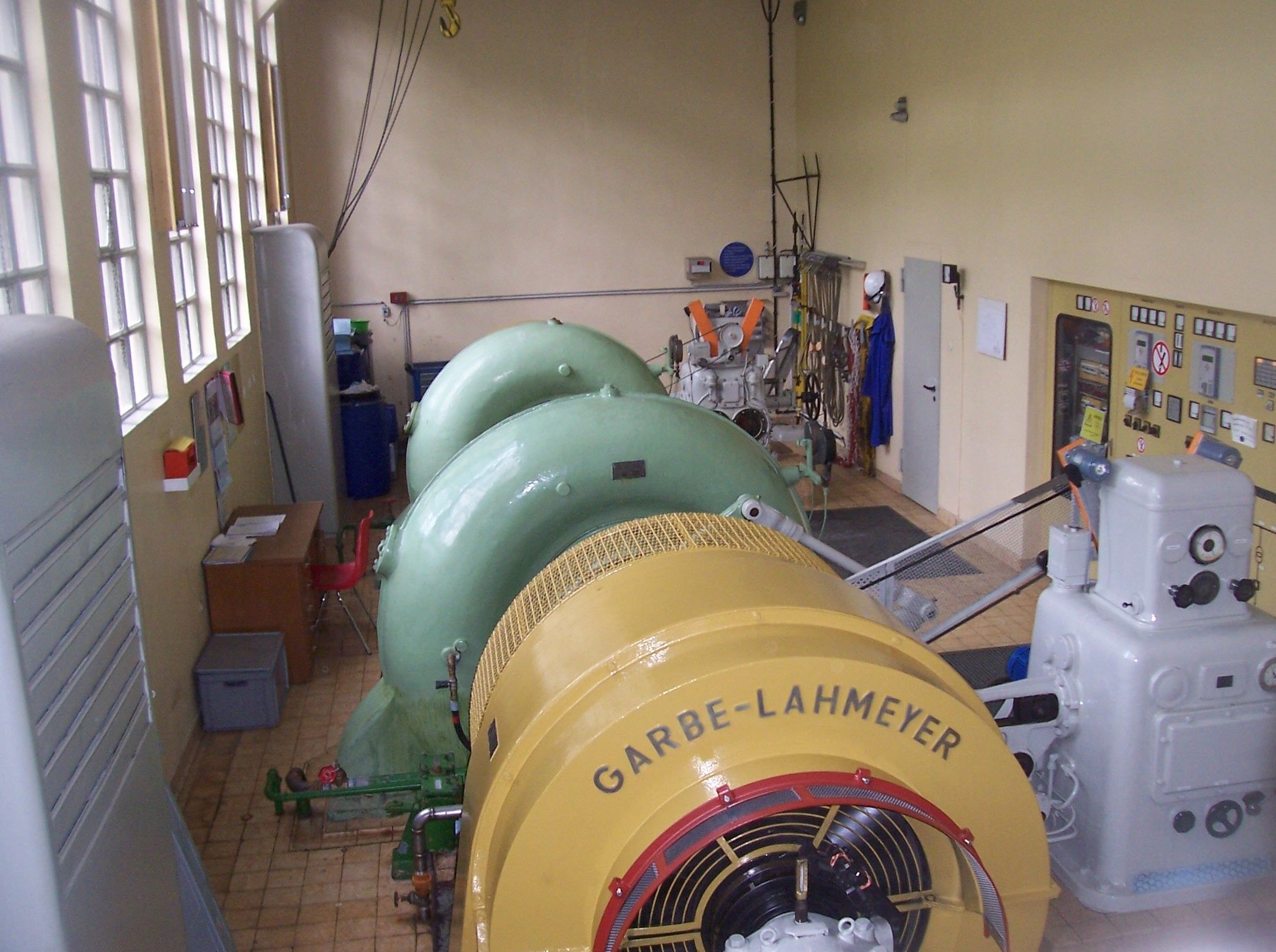
Wasserkraftwerk Oleftalsperre mit GL-Generatoren
Aktie über 1000 RM der Garbe, Lahmeyer & Co AG vom August 1942